# Paeonia emodi
Espèce
Classification phylogénétique
La pivoine de l’Himalaya (Paeonia emodi) est une plante herbacée, pérenne, de la famille des Paeoniaceae, originaire de l’Himalaya. C’est une plante médicinale très prisée en Inde et au Pakistan par la médecine Yunâni.
Étymologie : le terme emodi vient du vocable latin Emodi Montes utilisé par les géographes de l’Antiquité pour désigner les montagnes séparant l’Inde de la « Scythie asiatique », ce qui correspond à l'actuel massif de l’Himalaya.
Synonyme :
Paeonia sterniana H. R. Fletcher [≡ Paeonia emodi subsp. sterniana]

## Description[1]
La pivoine de l’Himalaya est une plante herbacée, pérenne de 50 à 70 cm de haut, à racines tubéreuses rouges.
Les feuilles sont biternées ou ternées et glabres. Les segments sont elliptiques-lancéolés ou lancéolés, acuminés. Il peut y avoir jusqu’à 15 folioles et segments par feuille. Le pétiole des feuilles inférieures fait 5-8 cm de long, celui des feuilles supérieures de 2-3 cm.
Les fleurs blanches sont axillaires, généralement solitaires, de 8-10 cm de diamètre. Elles comportent des bractées foliées et 5 sépales imbriqués, oblongs à suborbiculaires, les plus extérieurs allongés et acuminés. Les 8-10 pétales blancs sont obovés, concaves.
La floraison a lieu en mai-juin.
Le fruit est composé d’un (ou deux) follicule, globoïde, à tomentum jaune-blanc, contenant 3 à 5 graines de 8 mm, brun noir à maturité et rouge écarlate avant.
L’espèce comporte deux variétés :
- Paeonia emodi var. emodi
- Paeonia emodi var. glabrata Hook. f. & Thorns.

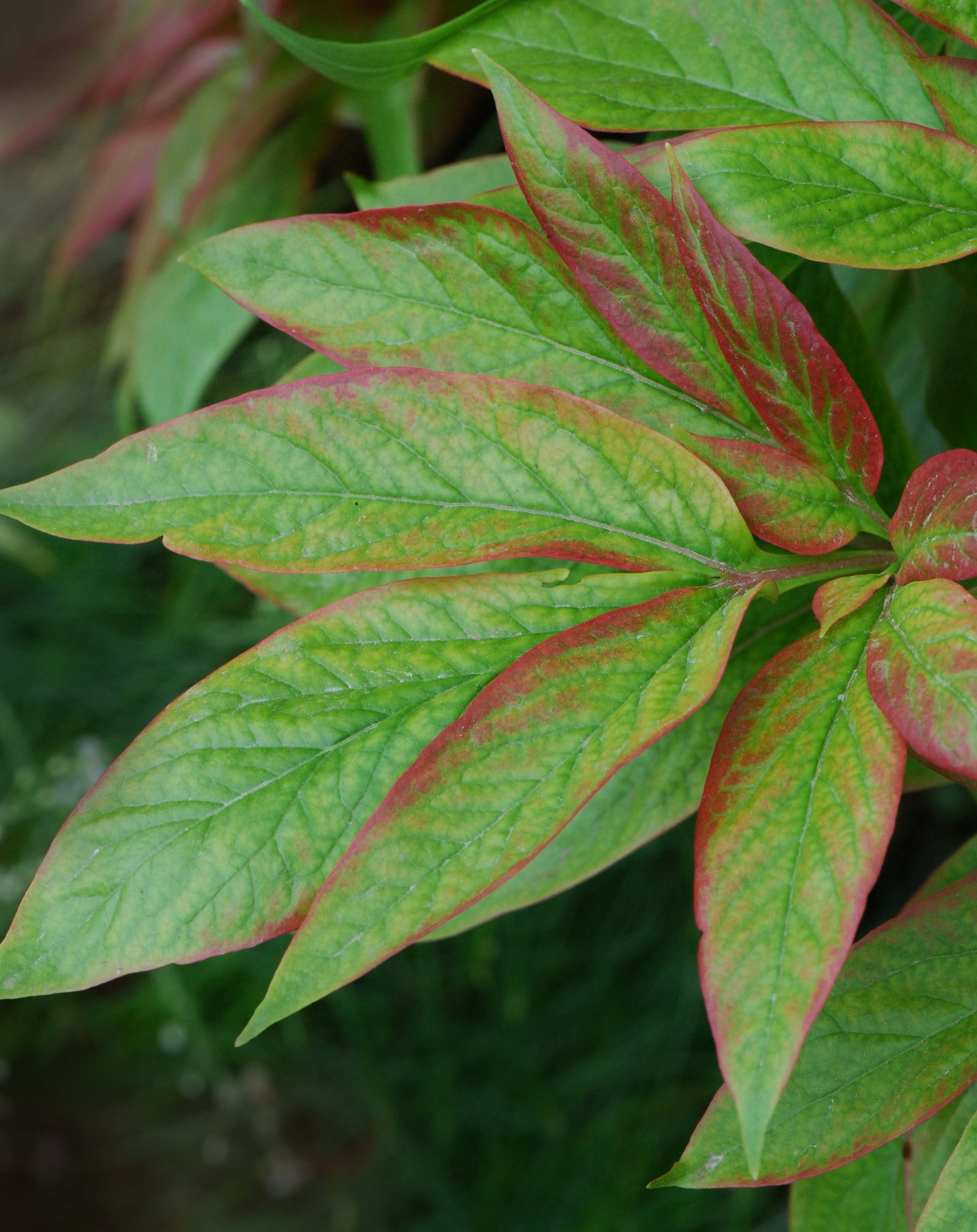
Feuille
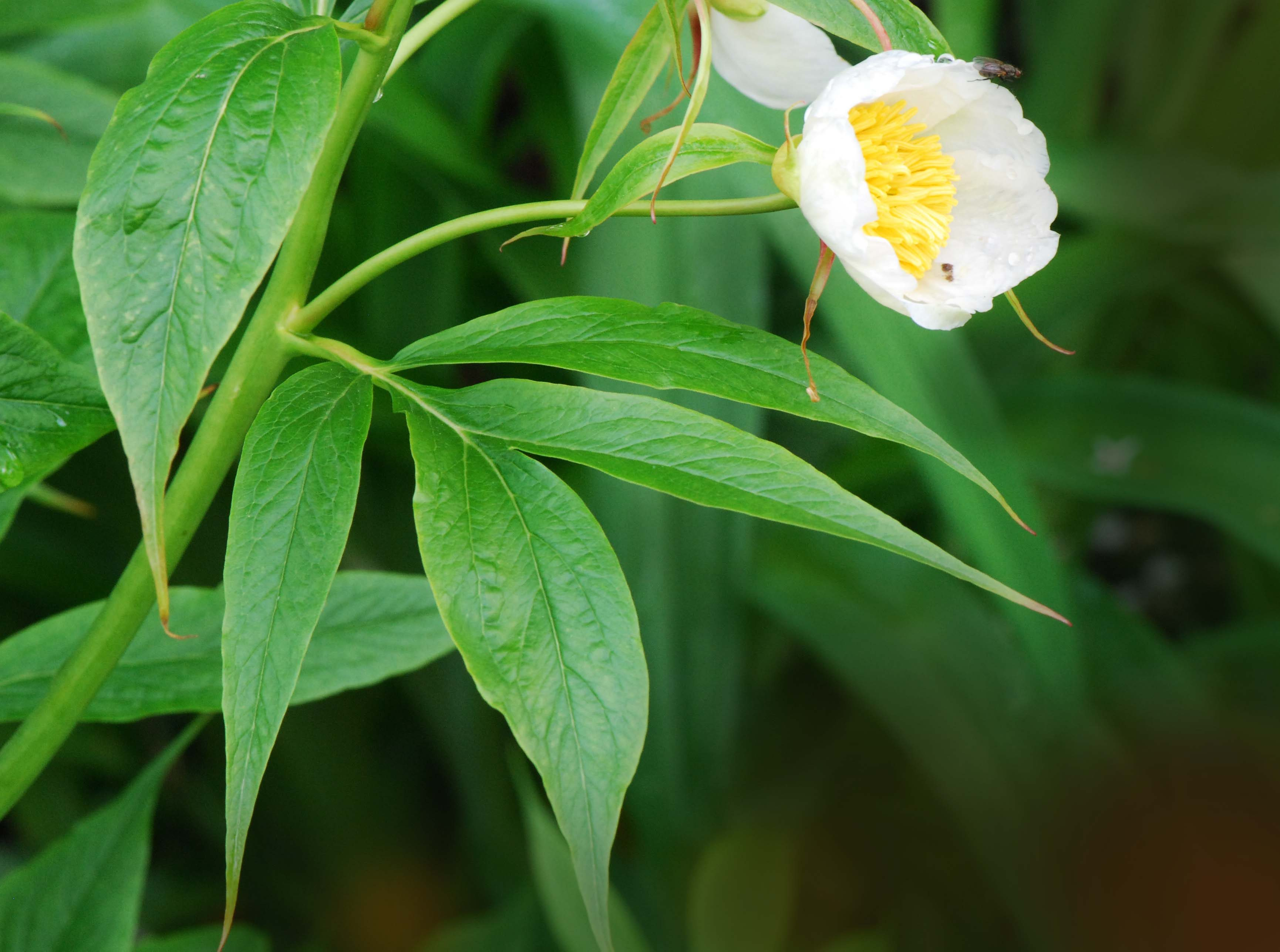
Fleur blanche, axillaire, sur long pédoncule

## Écologie
La pivoine de l’Himalaya affectionne les clairières des forêts himalayennes entre 1600 et 3200 m d’altitude.
Elle est largement distribuée dans l’ouest et le nord-ouest de l’Himalaya (Pakistan, Inde, Afghanistan, Tibet).

## Utilisation
Elle a donné des plantes cultivées ornementales comme l’hybride de Saunder dénommée « White Innocence ».
La racine tubéreuse est connue sous le nom de Ood Saleeb en médecine Unani (médecine d’origine gréco-arabe pratiquées en Inde).
C’est une matière médicale utilisée dans les troubles neuro-psychologiques (épilepsie, hystérie, paralysie, convulsions) et les maladies du foie et de la rate.
Il a été isolé d’un extrait au méthanol du fruit un oligostilbène, le paeoninol et un galactoside de monoterpène, la paeonine C. Ces composés ont révélé une activité inhibitrice de l’enzyme lipoxygénase.